# Wolverine (groupe)
Pour les articles homonymes, voir Wolverine.
Wolverine est un groupe de metal progressif suédois, originaire de Söderhamn. Le juillet 2001 est marqué par l’enregistrement du premier album studio du groupe intitulé The Window Purpose à Spacelab à Kempen, en Allemagne. En 2002, Wolverine signe avec Elitist Records, qui fait partie du label plus important Earache Records. C’est avec ce producteur que Cold Light of Monday est enregistré en 2003. Pendant l’été 2005, le groupe revient en Allemagne au Spacelab Studio afin d’enregistrer leur troisième album, Still. Leur dernier album en date s'intitule Machina Viva, en 2016.

## Biographie

### Débuts (1995–2004)
Wolverine est formé en 1995, à Söderhamn, par Stefan Zell et Marcus Losbjer. Le jeune frère de Stefan, Michael, devient le troisième membre. Initialement, ils jouent dans le style death metal mélodique. Après trois démos et quelques changements de formation, Andreas « Bagge » Baglien et Carl-Henrik Landegren rejoignent également le groupe. Le quatrième démo du groupe, intitulé Fervent Dream, est réalisé dans le style de metal progressif mélodique avec les éléments du chant guttural - le rappel du genre musical de départ du groupe. Peu de temps après la réalisation de Fervent Dream, le groupe signe avec Zizania Entertainment Group. Cela permet à Wolverine de réenregistrer Fervent Dream sous un format EP, sorti en novembre 1999. Le mois même Wolverine se produit pour la première fois à l’extérieur de la Suède. L’EP Fervent Dream étant très bien accueilli, la commercialisation de ce mini-album dépasse très vite les frontières du pays natal de Wolverine.
En 2000, Carl-Henrik Landeren est remplacé par Per Brodesson. Un autre changement – le groupe signe avec Emerald Factory et réenregistre Fervent Dream, en avril 2001. Le juillet 2001 est marqué par l’enregistrement du premier album studio du groupe intitulé The Window Purpose à Spacelab à Kempen, en Allemagne, avec Oliver Philipps et Christian « Moschus » Moos d'Everon. En automne 2001, Wolverine se sépare de son label Emerald Factory et décide de signer le contrat pour la réalisation de leur deuxième album avec DVS Records. À la même époque le bassiste Thomas Jansson rejoint le groupe car Stefan a décidé de se concentrer plus sur le vocal. Après avoir enregistré The Window Purpose, le groupe part à une courte tournée européenne avec un groupe canadien Into Eternity.
En 2002, Wolverine signe avec Elitist Records, qui fait partie du label plus important Earache Records. C’est avec ce producteur que Cold Light of Monday est enregistré en 2003.

### Still(2005–2010)
Pendant l’été 2005, le groupe revient en Allemagne au Spacelab Studio afin d’enregistrer leur troisième album, Still. Mais finalement à cause des nombreuses divergences d’opinion ce travail n’a pas pu être fini et le groupe signe avec Candlelight Records. L’enregistrement de Still est repoussé à juin 2006. En 2006, Bagge est demandé de quitter le groupe après huit ans de la collaboration sous prétexte que Wolverine avait besoin de sang frais. Il est remplacé par Per Henriksson. En septembre 2006 le groupe réalise une petite tournée en Angleterre avec Anathema.

### Communication Lost(2011–2014)
Le 23 mai 2011 sort l'album Communication Lost. L'enregistrement de cet album a été réalisé dans différents lieux en Suède pendant la première moitié de l'année 2010. D'après Marcus Losbjer, cet album est plus complexe que les précédents musicalement. Pour créer l'atmosphère souhaitée par le groupe, des effets électroniques ont été utilisés. Il précise également que cet album représente la continuation naturelle de l'album Still. Le chanteur Stefan Zell considère cet album comme la meilleure production du groupe.

### Machina Viva(depuis 2015)
En mars 2016, le groupe signe au label Sensory Records, et un nouvel album est annoncé sous le titre de Machina Viva pour le 8 juillet la même année, au label Sensory Records. L'album est enregistré et produit par le groupe à différents endroits en Suède entre fin 2015 et début 2016, puis mixé au Spacelab Studio en Allemagne par Christian « Moschus » Moos (Everon, Haken, Delain, Cloverseeds), et masterisé par Bob Katz (Fortíð, Gordian Knot). Le 5 mai 2016, ils publient le clip lyrique de la chanson Machina, issue de l'album. En juin 2016, ils publient la chanson Pledge. Le 1er juillet 2016, le groupe met en ligne l'intégralité de l'album quelques jours avant sa sortie. En novembre 2016, ils sont annoncés en tournée aux côtés des groupes Until Rain et Lost in Thought pour le Triple Headline Progressive Aspects Tour 2017.

## Membres

### Membres actuels
- Michael Zell – guitare
- Thomas Jansson – basse
- Marcus Losbjer – batterie
- Per Henriksson - claviers
- Stefan Zell – chant

### Anciens membres
- Andreas « Bagge » Baglien
- Carl-Henrik Landegren
- Per Brodesson